# Arnold Mercator

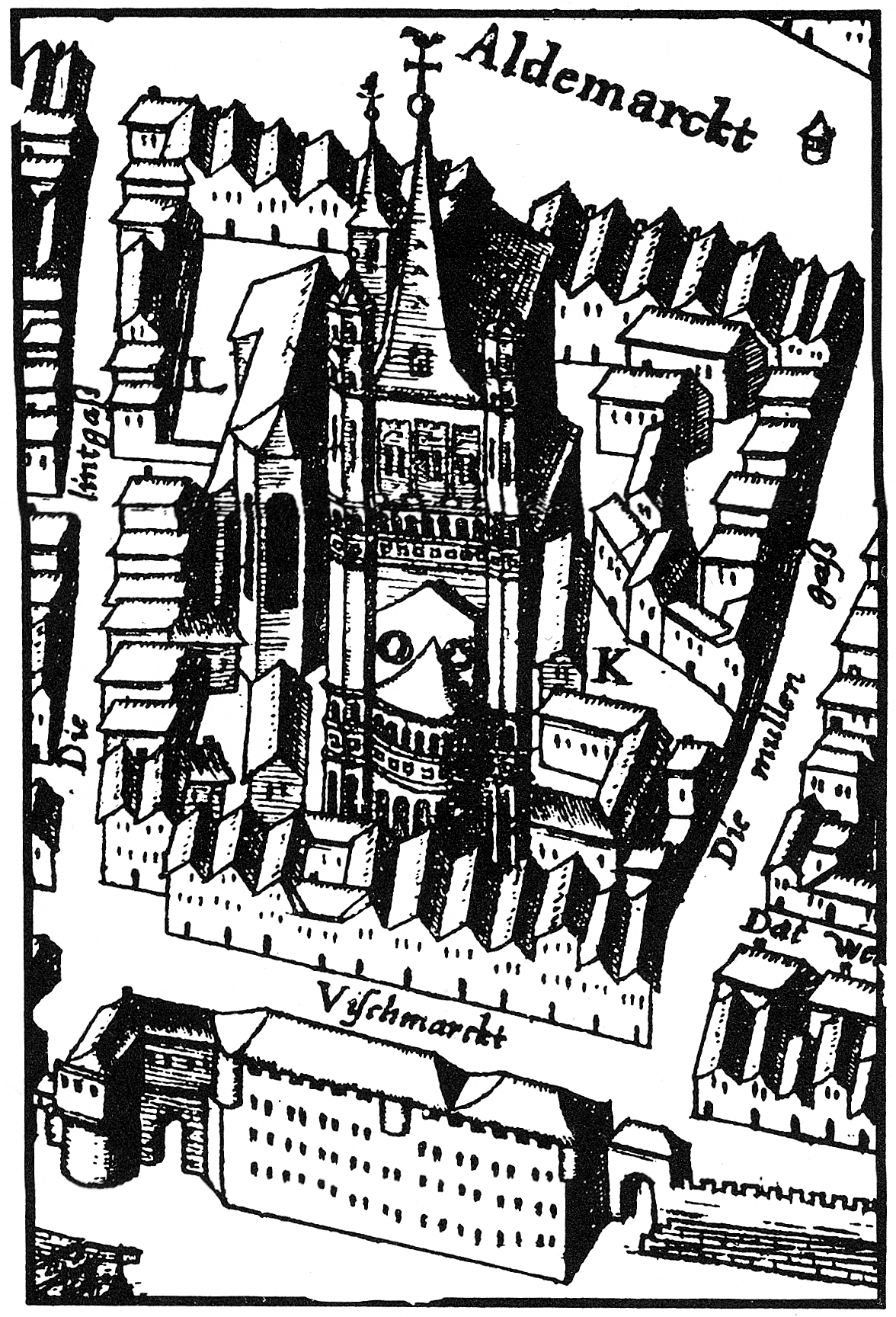
Ausschnitt aus dem Kölner Stadtplan mit Groß St. Martin

Arnoldus Mercator (* 31. August 1537 in Löwen; † 6. Juli 1587 in Duisburg) war ein Kartograf.

## Leben
Sein Vater war der berühmte Kartograf Gerhard Mercator, der die erste Europakarte (1562) schuf und das erste Kartensammelwerk, den Atlas „Atlas sive cosmographicae meditationes de fabrica mundi et fabricati figura“, zusammenstellte, das 1595 von Arnoldus Bruder Rumold nach dem Tod des Vaters herausgegeben wurde. Arnold Mercators Vater Gerhard hatte bereits längere Zeit in Köln gelebt. Sohn Arnold begann als Kartograf ersichtlich im Jahre 1558 mit einer Karte von Island, belegt ist auch seine Karte vom Bistum Trier aus 1566.
Arnold Mercator kam 1569 nach Köln, wo er 1570 den ersten, meisterhaft ausgeführten Stadtplan von Köln schuf, der aufgrund genauer Berechnungen entstand und als Grundlage für die später geschaffenen Stadtpläne diente. Am 11. September 1570 legte der Stadtrat Mercators Zeichnung des Grundrisses der Stadt zur Entscheidung vor. Die Zeichnung ist die Grundlage für den berühmten Kupferstich aus dem Jahr 1571, der Kölner Stadtansicht von 1570, die dem Kölner Erzbischof Salentin von Isenburg gewidmet ist. Der Stadtplan zeigt aus der Vogelschauperspektive nicht nur die Straßenzüge mit 196 Örtlichkeitsangaben, sondern auch die einzelnen Gebäude plastisch und relativ maßstabsgetreu (Maßstab 1:2450) im Format 109 × 170 cm. Der Kupferstich wurde am 31. August 1571 – Arnold Mercators Geburtstag – veröffentlicht.
1578 war Arnold Mercator zusammen mit seinem Sohn Johannes als Kupferstecher am Kartenwerk Tabulae Geographicae seines Vaters beteiligt, das als Neuausgabe der Karten des Claudius Ptolemäus angelegt wurde.
In gleicher Form hat er im Bergischen Land viele Karten erstellt. Sehr bekannt ist die Karte Grenzen des Bergischen Amtes Windeck und der Herrschaft Homburg von 1575. Die Karte wurde 1995 von Hans Weirich kopiert und mit Hilfe des Bergischen Geschichtsvereins – Abteilung Oberberg neu herausgegeben.
Arnoldus Mercators Söhne Johannes (1562?–1595?), Gerhard (um 1565–1656) und Michael (um 1567–1614) waren ebenfalls Kartografen.
Arnold kehrte um 1586 nach Duisburg zurück, wo er 1587 verstarb.